# Tranvia di Padova
La tranvia di Padova, entrata in funzione nella città veneta il 24 marzo 2007, è una linea di trasporto pubblico, gestita da Busitalia Veneto S.p.A., partecipata per il 55% da Busitalia Nord e per il 45% da APS Padova. A differenza di quella in funzione fino agli anni cinquanta, non è una tranvia di tipo classico, ma utilizza il sistema guidato su gomma di tipo New Translohr. Ciò fa sì che il sistema venga variamente denominato tram, tranvia su gomma, metrotram o metrobus per differenziarlo dalla tecnologia del tram classico su rotaia. In ogni caso, la segnaletica stradale adottata è quella dei classici tram.
A oggi è attiva una sola linea, denominata SIR 1, con due ulteriori linee denominate SIR 2 e SIR 3 (entrambe in fase di costruzione).
Nel 2010 la linea trasportava l'11% dei passeggeri dell'intera rete APS.
In un'indagine di Altroconsumo dell'agosto del 2010 sul trasporto pubblico italiano in 10 città il servizio tranviario di Padova è risultato quello con la migliore soddisfazione da parte degli utenti.
Grazie all'entrata in servizio della linea e alla conseguente riduzione del servizio automobilistico, vi è stato un aumento di 2.200 passeggeri al giorno (+20%); inoltre sono stati guadagnati 2.000.000 utenti del trasporto pubblico a Padova in più in due anni.

## Linee
La tranvia di Padova è costituita attualmente dalla seguente linea:
| Linea | Percorso                                | Apertura | Ultima estensione | Km   | Fermate               | Percorrenza |
| ----- | --------------------------------------- | -------- | ----------------- | ---- | --------------------- | ----------- |
| SIR 1 | Pontevigodarzere - Stazione FS - Guizza | 2007     | 2009              | 10,3 | 26 (25 per direzione) | 40'         |

## Storia
Tra il 1883 e il 1954 la città di Padova ebbe una rete tranviaria di tipo tradizionale.
Le prime proposte per la reintroduzione del tram a Padova risalgono al 1990. Tuttavia solo nel 1995 al Comune di Padova vengono concessi i contributi statali (per un costo totale stimato pari a 61,3 milioni di euro) previsti dalla legge 211 del 26 febbraio 1992 (Interventi nel settore dei sistemi di trasporto rapido di massa) per realizzare una tranvia sulla tratta Fornace-Prato della Valle (corrispondente a parte dell'attuale linea SIR 1). Ansaldo trasporti, Adtranz, Fiat Ferroviaria e Siemens nel 1999 presentano quattro offerte riguardanti la realizzazione della tratta.
Nel medesimo anno la giunta comunale, cambiata in seguito alle elezioni, revoca l'affidamento della gara d'appalto. Viene successivamente nominata una commissione tecnica per rielaborare il progetto. Per evitare di perdere i finanziamenti statali e per venire incontro ai residenti, che non gradivano la rete aerea e le rotaie, viene redatto il nuovo Piano urbano della mobilità, nel quale non si parla più di tranvia, ma di un sistema di trasporto integrato intermedio a via guidata. Nel 2001 viene bandita la gara europea per realizzare l'attuale linea SIR 1. L'appalto di circa 53 milioni di euro (durante l'esecuzione dei lavori il costo è aumentato di 15 milioni di euro) viene vinto da un'ATI, guidata dalla De Simon, grazie a due caratteristiche importanti: la presenza del volante, che permette di utilizzare i mezzi, in caso di necessità, come un normale autobus, e l'assenza di piste di rollaggio (cioè le piste rinforzate dove scorrono gli pneumatici del Translohr).
Tuttavia entrambe queste caratteristiche non sono poi state rispettate e ciò ha generato diverse critiche. I lavori sono stati poi affidati al Consorzio Mantegna, costituito dalle imprese Rizzani de Eccher, Sicea, Lohr Industrie e De Simon. I lavori sono iniziati il 31 marzo 2003 e sono terminati nel 2005. Successivamente sono stati avviati il pre-esercizio e l'addestramento dei tranvieri.
L'effettivo esercizio del servizio Translohr a Padova è iniziato il 24 marzo 2007, coprendo la tratta, di 6,7 km, dalla stazione ferroviaria al capolinea sud Guizza. Il 5 dicembre 2009 la linea è stata estesa dalla stazione ferroviaria al capolinea nord Pontevigodarzere, raggiungendo così una lunghezza complessiva di 10,3 km.
Il 10 giugno 2019 un convoglio sulla linea SIR 1 è deragliato invadendo la corsia opposta in un tratto promiscuo finendo la sua corsa in un fosso. Nel 2022 si è proceduto all'assegnazione dei lavori per la linea SIR 3, mentre i lavori sono cominciati il 22 marzo 2023.

## In esercizio

### SIR 1
|  | Unknown route-map component "uENDEa" |

|  | Unknown route-map component "uÜSTl" |

|  | Urban stop on track |

|  | Unknown route-map component "uÜSTl" |

|  | Unknown route-map component "uSKRZ-Au" |

|  | Unknown route-map component "uSKRZ-G4h" |

|  | Unknown route-map component "uÜSTl" |

|  | Urban stop on track |

|  | Urban stop on track |

|  | Urban stop on track |

|  | Urban stop on track |

|  | Urban stop on track |

|  | Urban stop on track |

|  | Urban stop on track |

|  | Urban stop on track |

|  | Unknown route-map component "uSKRZ-G2o" |

|  | Unknown route-map component "umKRZo" |

|  | Urban station on track | Unknown route-map component "BAHN" |

|  | Unknown route-map component "uABZgl+l" |

|  | Urban stop on track |

|  | Unknown route-map component "uWBRÜCKE1" |

|  | Urban stop on track |

|  | Urban stop on track |

|  | Urban stop on track |

|  | Unknown route-map component "uÜSTl" |

|  | Urban stop on track | Unknown route-map component "CHURCH" |

|  | Unknown route-map component "uWBRÜCKE1" |

|  | Urban stop on track |

|  | Unknown route-map component "uÜSTl" |

|  | Urban stop on track |

|  | Unknown route-map component "uÜSTl" |

|  | Urban stop on track |

|  | Urban stop on track |

|  | Unknown route-map component "uWBRÜCKE1" |

|  | Urban stop on track |

|  | Unknown route-map component "uÜSTl" |

|  | Urban stop on track |

|  | Unknown route-map component "uWBRÜCKE1" |

| 2,3 |
| 2,3 |

| Unknown route-map component "uBS2+l" | Unknown route-map component "uBS2+r" |

| Unknown route-map component "uBHF(R)f" | Urban straight track |

| Urban straight track | Unknown route-map component "uBHF(L)g" |

| Unknown route-map component "uBS2l" | Unknown route-map component "uBS2r" |

|  | Urban stop on track |

|  | Unknown route-map component "uÜSTl" |

|  | Urban stop on track |

|  | Unknown route-map component "uÜSTl" |

|  | Urban station on track |

|  | Unknown route-map component "uÜSTl" |

|  | Unknown route-map component "uYRDa" |

La linea, denominata SIR 1 (Sistema Intermedio a Rete 1), consta di 26 fermate ed è attualmente l'unica linea tranviaria di Padova attiva (dal 24 marzo 2007). Dopo il completamento del cavalcaferrovia Dalmazia-Sarpi, inaugurato il 24 ottobre 2009, costruito per evitare intralci tra il traffico automobilistico e la tranvia in altri tratti della viabilità padovana, il servizio è stato esteso, il 5 dicembre 2009, alla tratta nord (stazione FS-capolinea nord) con un nuovo capolinea (non più la stazione FS ma capolinea nord-Pontevigodarzere).
Nel tratto Santo-Cavalletto (di circa 600 metri) il tram non utilizza la linea aerea, ma viaggia utilizzando particolari batterie che si ricaricano durante il tragitto. Tutto il sistema di scambi è computerizzato, anche se controllato dalla centrale operativa. A bordo sono presenti un sistema di videosorveglianza e un sistema sonoro e visivo che segnala le fermate successive o notizie operative.
Il tram corre per il 70% del suo percorso in sede propria, in particolare nelle tratte:
- Stazione-Eremitani
- Santo-Cavalletto
- Santa Croce-Cuoco.

Il sistema è articolato su 26 fermate. È attivo tra le 5.40 e 0.50 dal lunedì alla domenica. Il tempo di percorrenza è previsto in 35 minuti, mentre il cadenzamento minimo, nelle ore diurne dei giorni feriali e prefestivi, è di 6 minuti.
Ogni convoglio è controllato da sistema GPS, che segnala la posizione del convoglio alla centrale operativa. Grazie a questo sistema ad ogni fermata viene segnalato il tempo mancante all'arrivo del convoglio successivo.
Il numero di passeggeri trasportabili all'ora per direzione è pari a 2.200 passeggeri.
Sono in servizio 12 convogli, che garantiscono un intervallo di 6 minuti. A Padova sono presenti ed in servizio 18 convogli, denominati APS 01-18, anche se non sono mai in servizio contemporaneamente. Tutti i convogli sono composti da tre moduli (STE 3).

### Estensioni future
Esistono accordi siglati dal comune di Padova per collegare i comuni di Cadoneghe (a Nord) e Albignasego (a Sud), ma al momento tali soluzioni sono da considerarsi puramente ipotetiche, seppur inserite nel Piano Urbano di Mobilità Sostenibile. I progetti stilati dai comuni prevederebbero un nuovo capolinea Nord a Mejaniga nei pressi dello stadio e un nuovo capolinea Sud a Carpanedo tra le vie Silvio Pellico e Goffredo Mameli.

## Materiale rotabile

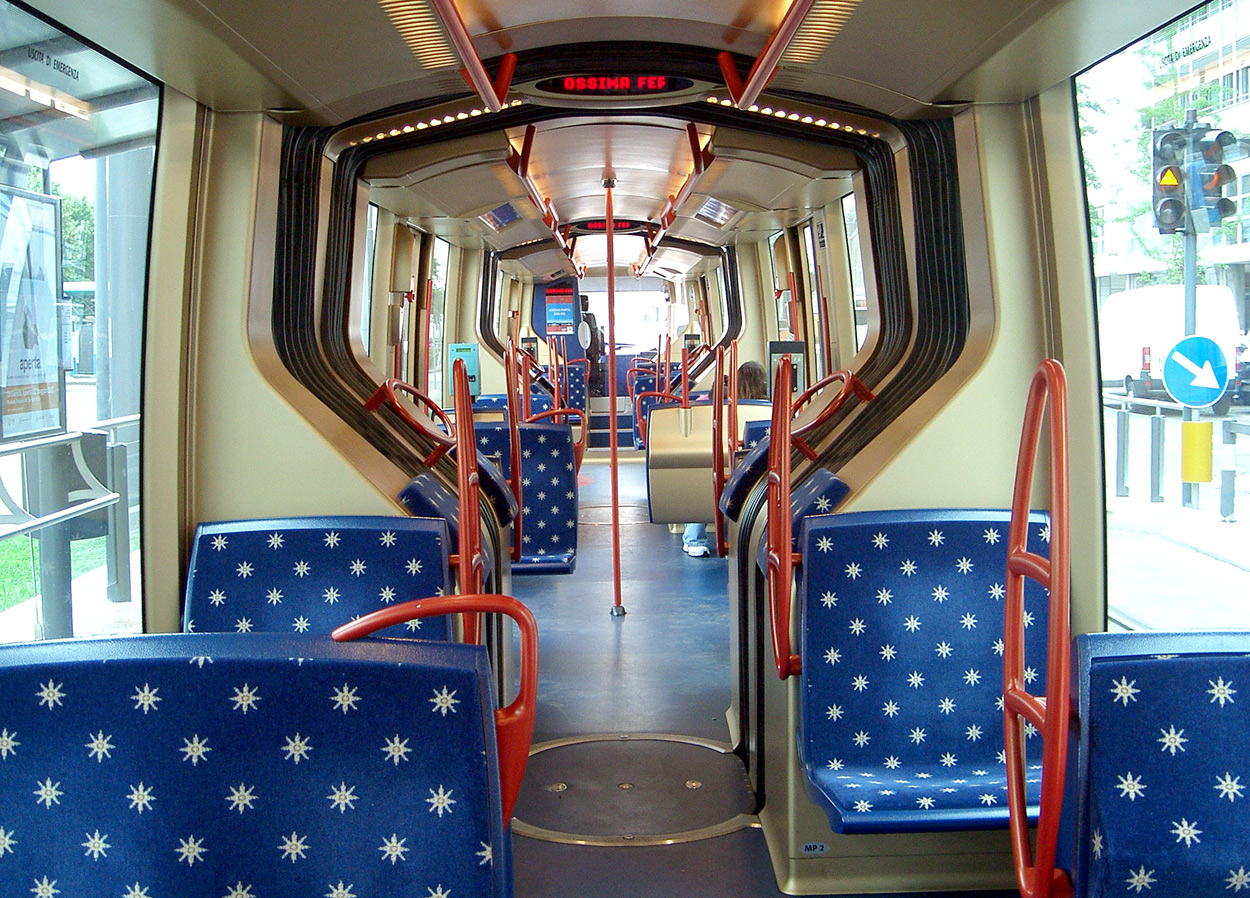
Interno del Tram di Padova, linea SIR 1. In primo piano, il design degli interni ispirato al cielo stellato della Cappella degli Scrovegni.

Il servizio tranviario è espletato da vetture STE3, lunghe 25 metri, con altezza della veicolo pari a 289 cm (senza pantografo esteso), con una capacità di 164 posti e con una velocità commerciale prevista attorno ai 20 km/h. Il pianale ha un'altezza da terra di 23 cm e il mezzo riesce a curvare con un raggio minimo di 10,5 m (di rotaia). L'ingombro di due tram affiancati è pari a 5,40 m in doppia corsia. Il carico che grava sugli pneumatici è di circa 7 tonnellate per asse. L'interno del mezzo presenta sedili di colore blu con una fantasia che riprende il cielo stellato degli affreschi di Giotto nella Cappella degli Scrovegni.
Tutte le vetture sono accessibili ai portatori di handicap e l'altezza del pianale delle vetture è uguale all'altezza delle piattaforme delle fermate, ottenendosi così un unico piano senza dislivelli. Il 75% della superficie totale delle vetture STE è vetrata. La tensione di alimentazione nominale è pari a 750 V.
I veicoli STE possono essere utilizzati solo sulle infrastrutture realizzate con tecnologia Translohr.

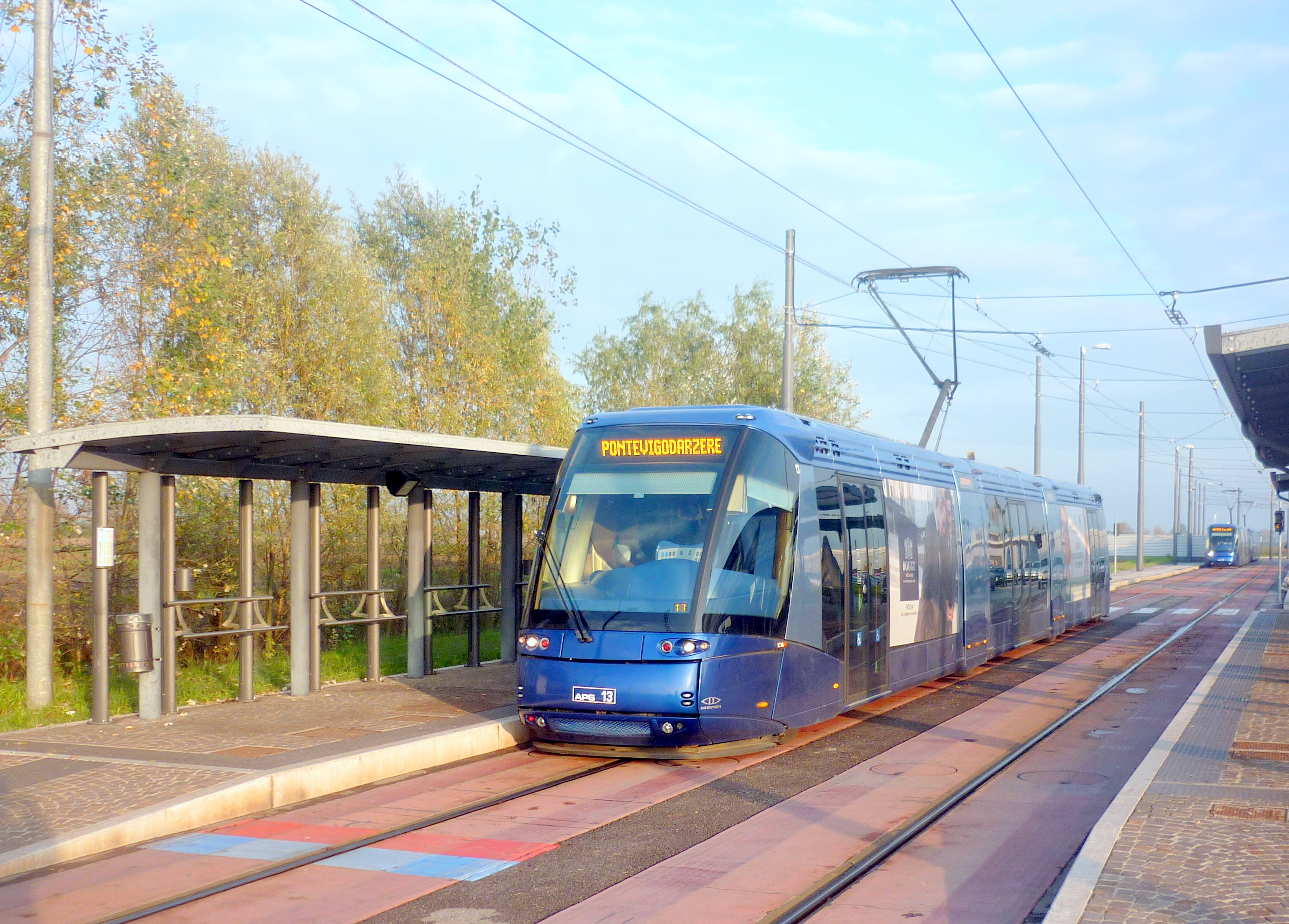
Tram in partenza dal capolinea sud
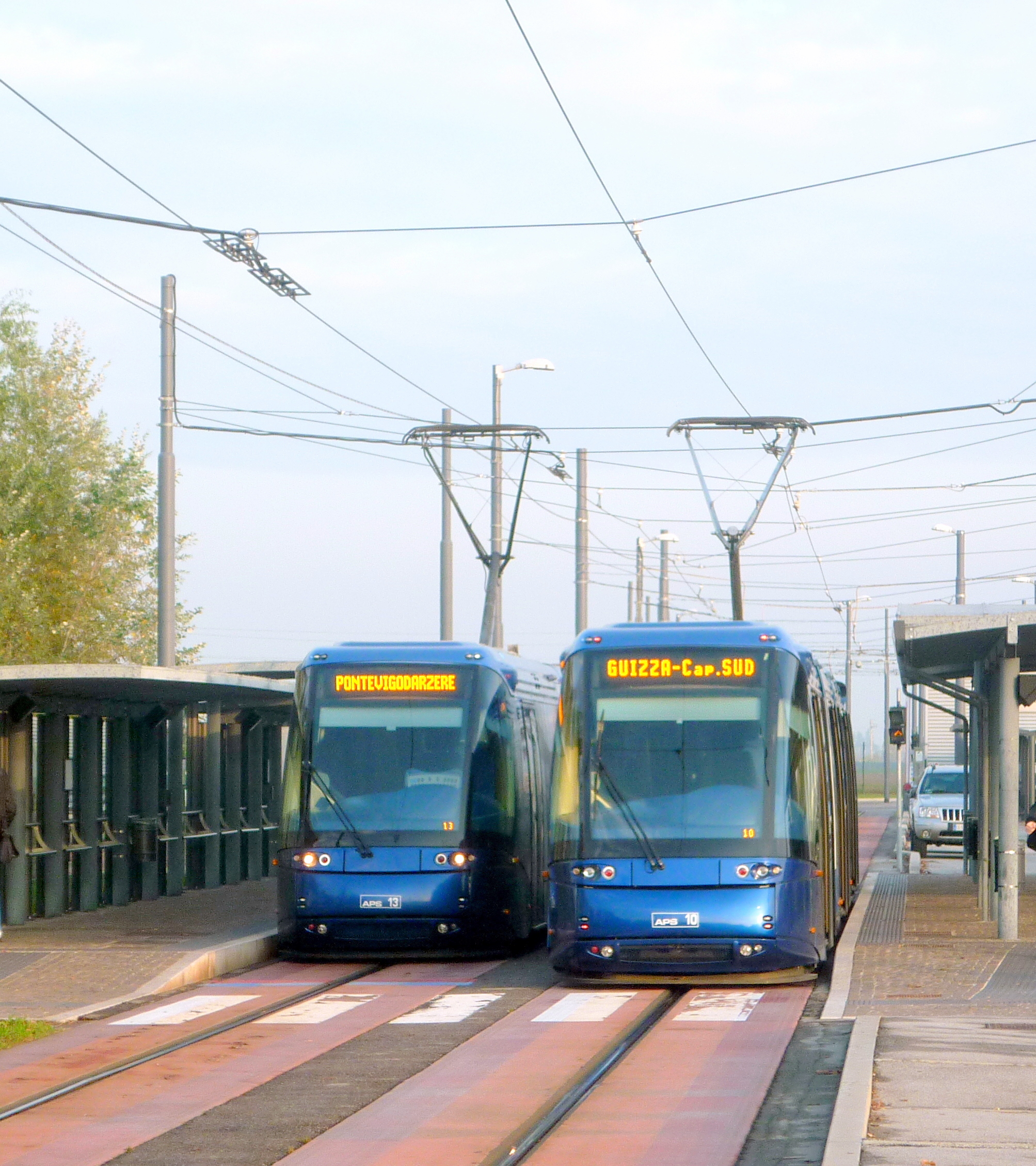
Tram in partenza (a sx) e in arrivo (a dx) al capolinea sud
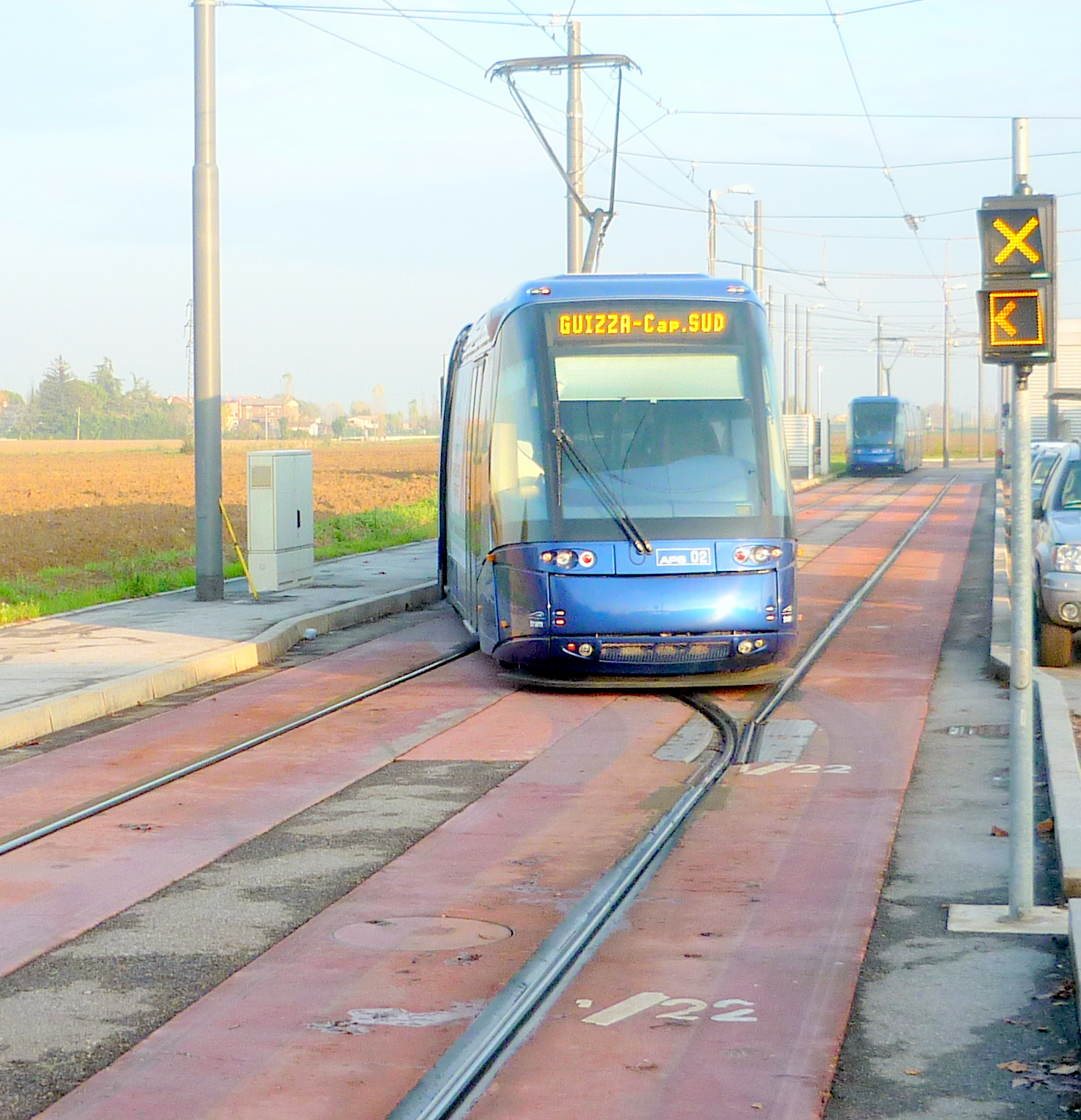
Tram in manovra nel deposito sud
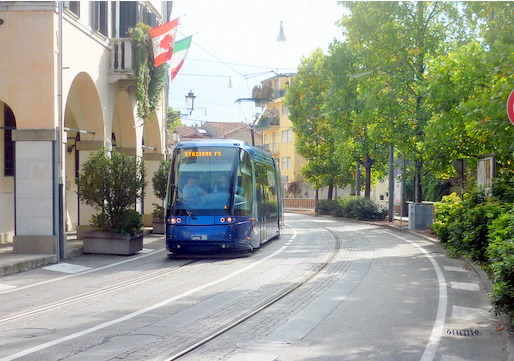
Translohr tra le fermate Santo e Tito Livio
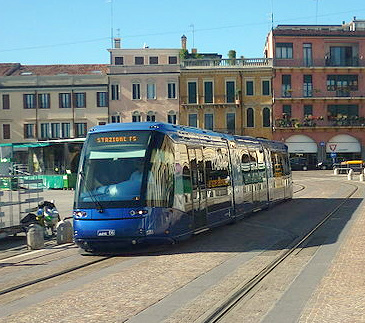
Tram nel tratto privo di linea aerea
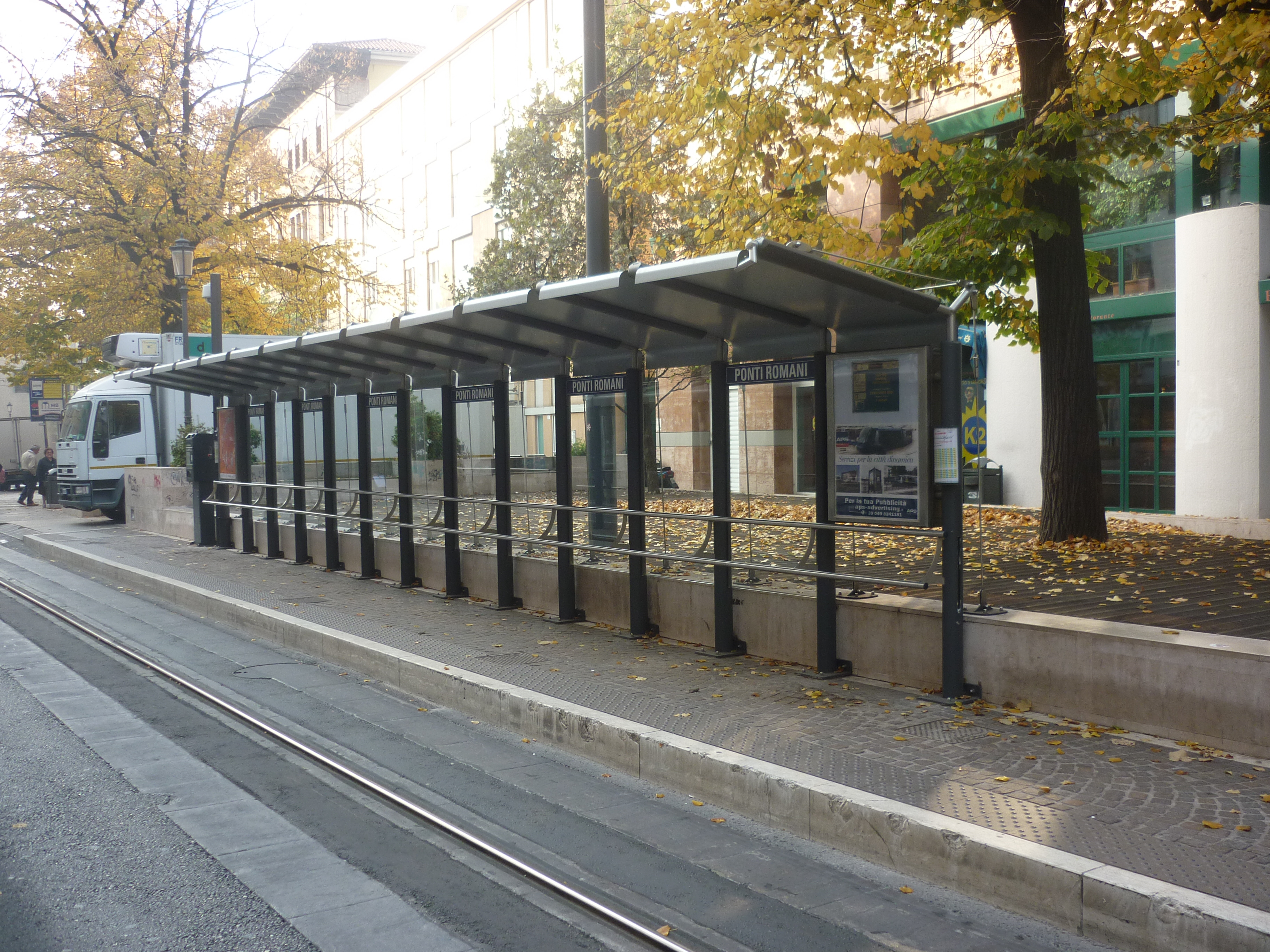
Le pensiline della Citydesign installate in ogni fermata
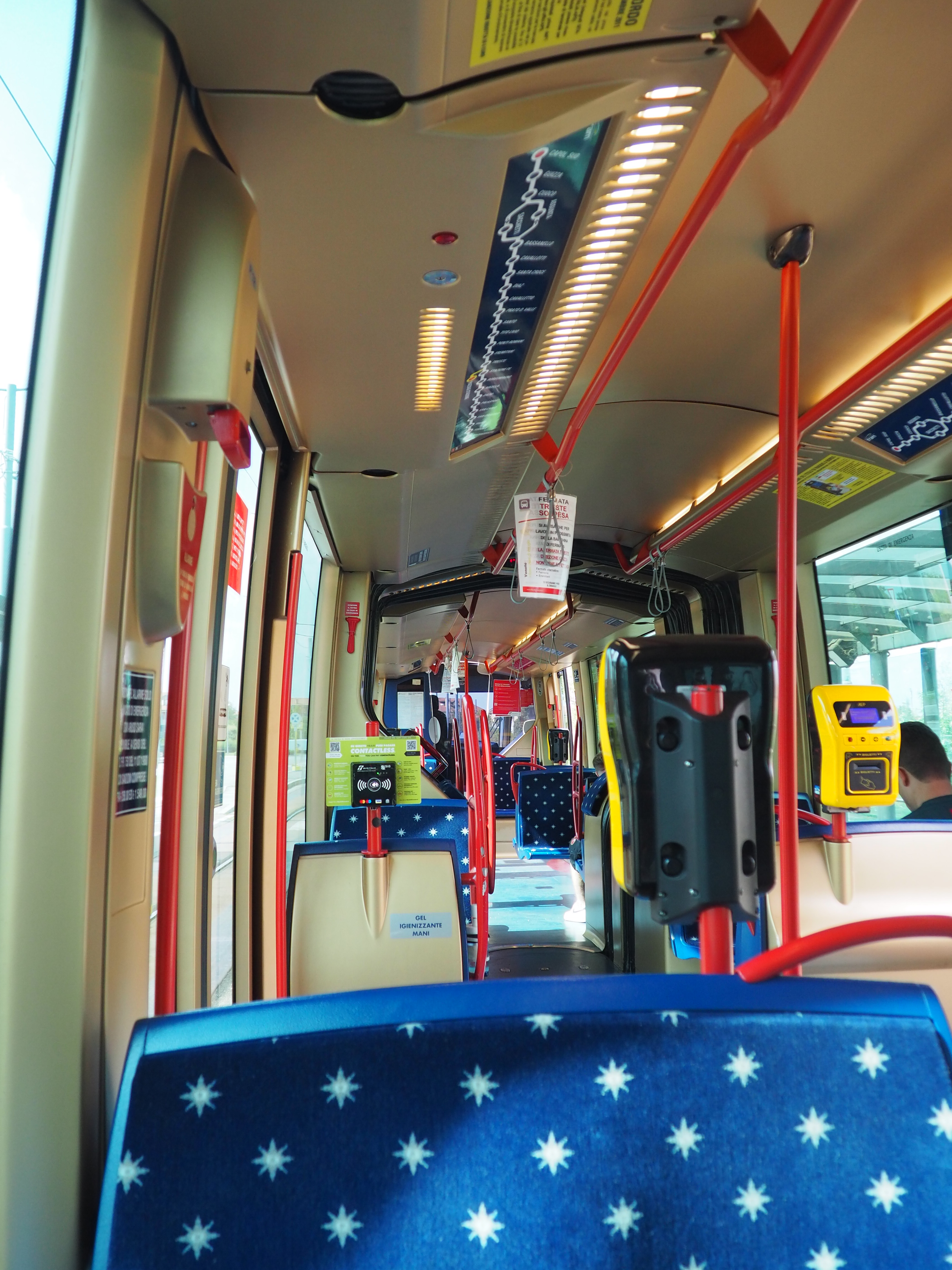
Interno

## Depositi
L'unico deposito attuale, in servizio per la linea SIR1 è situato nei pressi del capolinea sud di Guizza ed ospita oltre ai binari di parcheggio le officine ed il centro di gestione dell'impianto tranviario.
La linea SIR2 sempre sul deposito Guizza, ma sarà richiesto un suo ingrandimento poiché attualmente non è possibile ospitare più vetture di quelle già presenti per la linea SIR1.
La linea SIR3 avrà un suo deposito in via Piovese, denominato Voltabarozzo.

## In costruzione
| Linea | Percorso                    | Inizio lavori   | Apertura prevista | Lunghezza | Fermate |
| ----- | --------------------------- | --------------- | ----------------- | --------- | ------- |
| SIR 2 | Rubano – Busa di Vigonza FS | 8 novembre 2024 | 2026              | 18,3 km   | 34      |
| SIR 3 | Stazione FS – Voltabarozzo  | 22 marzo 2023   | 2025              | 5,5 km    | 12      |

### SIR 2
Rubano - Busa di Vigonza FS
Passando per Sarmeola, via Provvidenza, via Chiesanuova, corso Milano, Corso del Popolo, Stazione FS, via Venezia, Stanga, via San Marco, Ponte di Brenta. 18,25 km e 34 fermate; il progetto prevede un ulteriore ed alternativo capolinea ad est, attestato presso la futura stazione ferroviaria di San Lazzaro, a servizio del nuovo polo ospedaliero; il Comune di Padova, per ottenere il finanziamento dell'intera linea, ha appaltato in data 4.09.2019 e presentato il 16.01.2021 la redazione del “Progetto di fattibilità tecnico-economica" al fine di partecipare al bando di assegnazione 2019 come previsto dalla Legge 27.12.2017, n. 205, all’art.1, comma 1072, per il finanziamento di interventi nel trasporto rapido di massa ad impianti fissi. Il servizio è previsto con 10 mezzi da 3 elementi e 20 mezzi da 4 elementi, con l'84% del percorso in corsia riservata. I finanziamenti ammontano a 335.211.901,76 € (di cui 238.057.777 € dal PNRR e 97.154.124 € di provenienza statale). Il cronoprogramma prevede l'assegnazione dell'appalto e l'apertura è iniziata l'8 novembre 2024, con la realizzazione completa dell'opera entro il 30 giugno 2026.

### SIR 3
Stazione FS - Voltabarozzo
Passando per Stazione FS, via Gozzi, via Morgagni, via Giustiniani, via Sografi, ciclopedonale Sografi-Voltabarozzo, via Zeno, via Piovese. 5,4 km e 12 fermate. La linea è stata interamente finanziata dal Decreto Ministeriale di riparto di finanziamenti statali firmato dal Ministro Delrio il 22 dicembre 2017. Il 27 luglio 2020 è stato presentato il progetto definitivo, poi approvato dal Consiglio Comunale in data 27 maggio 2021 e i lavori sono cominciati il 22 marzo 2023. 

### Sistema S.M.A.R.T.
In data 18 gennaio 2021 il Comune di Padova ha presentato il progetto S.M.A.R.T., il quale prevede l'integrazione della esistente linea SIR 1 con le realizzande linee SIR 2 e 3, con l'aggiunta di una appendice alla linea SIR 2 per fornire collegamento al nuovo Ospedale di Padova Est e alla futura stazione di Padova San Lazzaro.
Il progetto prevede l'istituzione di 8 diverse linee, contraddistinte da altrettanti colori:
- Pontevigodarzere-Guizza (T1 - linea rosa)
- Rubano-Vigonza (T2 - linea azzurra)
- Rubano-San Lazzaro (T3 - linea viola)
- Voltabarozzo-Vigonza (T4 - linea blu)
- Voltabarozzo-San Lazzaro (T5 - linea gialla)
- Pontevigodarzere-Voltabarozzo (T6 - linea arancione)
- Guizza-Vigonza (T7 - linea rossa)
- Guizza-San Lazzaro (T8 - linea verde)

Nella giornata di venerdì 15 gennaio 2021 è stato presentato lo studio di fattibilità del progetto al Ministero delle infrastrutture e dei trasporti.
Il finanziamento dell'intero progetto è stato inserito nel "Piano Nazionale di Ripresa e Resilienza" (PNRR), presentato dal Governo italiano alla Commissione europea il 30 aprile 2021. I lavori dovranno terminare entro il 1º luglio 2026.